# Margot Käßmann
Margot Käßmann (nascida em 3 de junho de 1958) é uma teóloga luterana, que foi bispa da Igreja Evangélica Luterana de Hanover, na Alemanha. Em 28 de outubro de 2009, ela também foi eleita para liderar a Igreja Evangélica na Alemanha (EKD), uma federação de órgãos da igreja protestante na Alemanha. Ela deixou os dois cargos em 24 de fevereiro de 2010 após um incidente de direção alcoolizada. Prolífica e popular escritora, é apontada como a teóloga protestante mais conhecida da Alemanha.

## Biografia
Käßmann nasceu Margot Schulze em Marburgo, terceira das três filhas de Robert Schulze, um mecânico de automóveis, e Gertraut Schulze, uma enfermeira. Aos dezesseis anos, seus pais a enviaram para passar um ano letivo nos Estados Unidos. Lá, ela observou o racismo, foi influenciada pela figura de Martin Luther King e conheceu judeus pela primeira vez. No meio do ano, seu pai faleceu e ela não conseguiu viajar para seu funeral. Nessa época, sentiu o interesse pelo ministério.
Obteve seu Abitur na Escola Elisabeth de Marburg em 1977 e estudou teologia nas universidades de Tübingen, Edimburgo, Göttingen e Marburgo, com uma bolsa de estudos do Centro de Estudos Evangélicos Villigst. Durante seus estudos, participou de várias semanas de escavações arqueológicas em Israel, em 1978. Em 1983, tornou-se "Vikarin" (pastora em estágio prático) em Wolfhagen, perto de Kassel.
Participou como delegada jovem na assembleia plenária de 1983 do Conselho Mundial de Igrejas (CMI), em Vancouver, onde se tornou a membro mais jovem do comitê central, permanecendo por dezenove anos. Entre 1991 e 1998, foi membro do comitê executivo do CMI.
Após sua ordenação ministerial em 1985, ela se tornou pastora em Frielendorf, distrito de Schwalm-Eder, junto com seu então marido, Eckhard Käßmann, com quem casara em 1981. Eles tiveram quatro filhas.
Käßmann obteve seu doutorado em 1989 na Universidade do Ruhr, em Bochum, sob a orientação de Konrad Raiser, com uma tese sobre o tema "Pobreza e Riqueza como uma questão para a unidade da Igreja". Após concluir seu doutorado, tornou-se representante do Serviço de Desenvolvimento da Igreja Evangélica e, de 1992 a 1994, diretora de estudos na Academia Evangélica de Hofgeismar. Entre 1994 e 1999, foi Secretária-Geral do Deutscher Evangelischer Kirchentag (Congresso da Igreja Protestante Alemã).
Em 1999, foi eleita bispa da Igreja Evangélica Luterana de Hanover, a maior igreja regional da Alemanha, dois dias após seu 41º aniversário, sendo a primeira mulher a ocupar esse cargo. Ela foi a segunda bispa da Alemanha, a primeira casada e a primeira com filhos. Também era o bispo mais jovem do país.

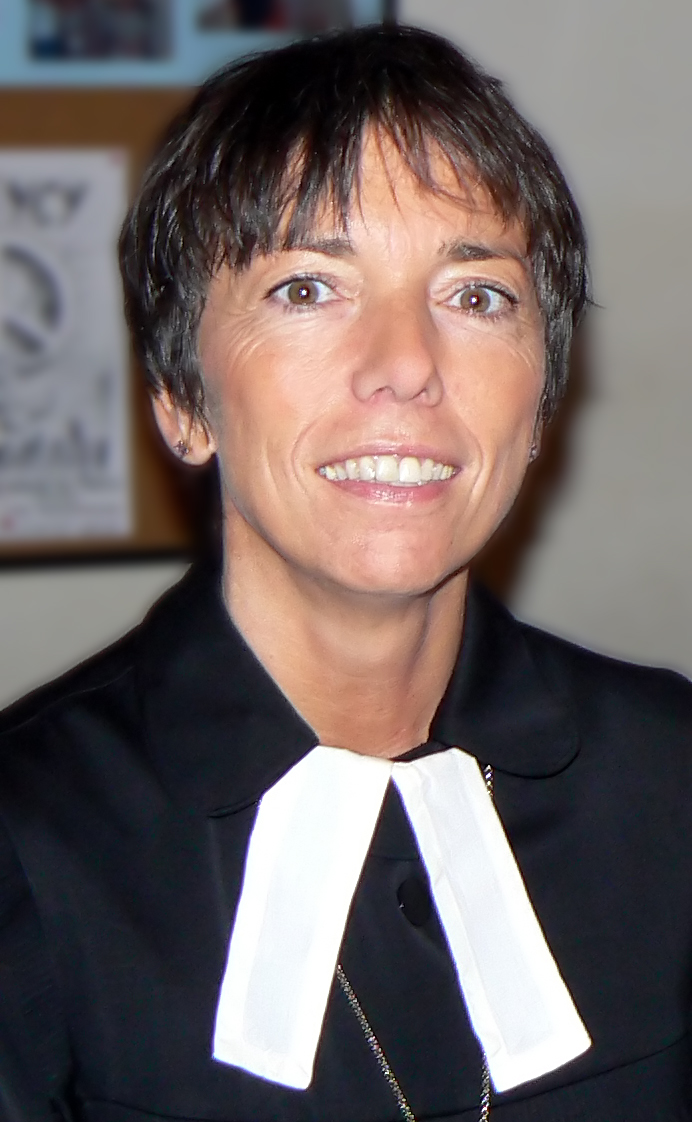
Bispa Margot Käßmann na Igreja Protestante da Trindade em Varsóvia, 2009

De 2001 a 2004, foi membro do Conselho para o Desenvolvimento Sustentável, que aconselha o Governo Federal Alemão sobre questões de sustentabilidade e contribui para o desenvolvimento da estratégia de sustentabilidade com artigos e projetos, além de promover o diálogo social sobre este tema. Ela foi presidente do Centro de Proteção aos Objetores de Consciência, que foi dissolvido em 31 de dezembro de 2014, após a abolição do serviço militar obrigatório. De 2005 a 2018, Käßmann foi coeditora e colunista da revista mensal protestante Chrismon.
Em 2002, ela renunciou ao Comitê Central do CMI depois que os resultados de uma Comissão Especial sobre a participação de igrejas ortodoxas no CMI - na tentativa de aliviar as tensões entre ortodoxos e protestantes - recomendaram que o termo "culto ecumênico" fosse abandonado e que houvesse diretrizes muito mais claras sobre o que era denominado "oração comum interconfessional". De 2003 a 2009 foi membro do comitê central da Conferência das Igrejas Europeias.
Em 2006, ela participou como embaixadora da Copa do Mundo para Pessoas com Deficiência Intelectual, que aconteceu na Alemanha.
Em agosto de 2006, foi submetida a uma cirurgia de câncer de mama.
Ela foi o primeiro membro do espicopado alemão a pedir o divórcio, em 2007, e em 6 de agosto de 2007 comunicou ao senado da igreja que seu divórcio era legalmente válido. O senado da igreja e a liderança da Igreja de Hanover apoiaram Käßmann e endossaram sua permanência no cargo de bispa, assim como o líder de um centro conservador. Seu ex-marido, o pastor Eckhard Käßmann, também não enfrentou quaisquer consequências disciplinares devido ao divórcio. Anos depois, ela declarou que seu câncer lhe deu coragem para admitir que seu casamento havia fracassado e se divorciar.

## Presidente do Conselho da Igreja Protestante na Alemanha
Ela era membro do Conselho da Igreja Protestante na Alemanha e, em 28 de outubro de 2009, foi eleita sua Presidente, para suceder o Bispo Wolfgang Huber, se tornando a primeira mulher a ocupar o cargo. Ela recebeu 132 dos 142 votos expressos e afirmou que queria que a igreja fosse mais contemporânea e esperava atrair mais pessoas para ela. Ela continuava sendo o bispo mais jovem e o único bispo divorciado na Alemanha.
Em 20 de fevereiro de 2010, Käßmann foi parada após ultrapassar um sinal vermelho em Hanôver, usando seu carro oficial, um Volkswagen Phaeton. Um teste de sangue mediu seu nível de álcool no sangue em 1,54 por mil (1,54  g/L ou 0,154%), acima do limite legal de 0,5 por mil (0,5  g/L ou 0,05%). Sua licença foi confiscada imediatamente. Recebeu inúmeras críticas fora e dentro da Igreja, e apesar de receber um voto de confiança do conselho da EKD, ela renunciou ao cargo de líder da Igreja Evangélica e de bispo regional em 24 de fevereiro de 2010, comentando "Estou horrorizada por ter cometido um erro tão grave". O porta-voz da igreja regional expressou o respeito da igreja pela decisão de Käßmann, considerando a sua demissão uma perda significativa, dado o excelente trabalho que ela realizou. Ela permaneceria pastora da Igreja Regional de Hanover.
No mês seguinte, Käßmann aceitou uma sentença que incluía uma multa de € 8.000 e a retirada de sua carteira de motorista por um período mínimo de 10 meses. Seu então vice, Nikolaus Schneider, assumiu a presidência do conselho da EKD, e o superintendente regional de Lüneburg, Hans-Hermann Jantzen, assumiu o bispado.

## Pós-presidência
Na sua primeira aparição pública após a renúncia, em maio de 2010, Käßmann foi uma das palestrantes principais no 2º Kirchentag (Congresso da Igreja) Ecumênico em Munique, onde também liderou a oração noturna na Marienplatz na noite final do evento. Pouco depois, alguns membros da Igreja em Hanover tentaram incluí-la em uma nova candidatura a bispo, mas ela rejeitou o pedido: "Você não pode retornar a um cargo do qual renunciou."

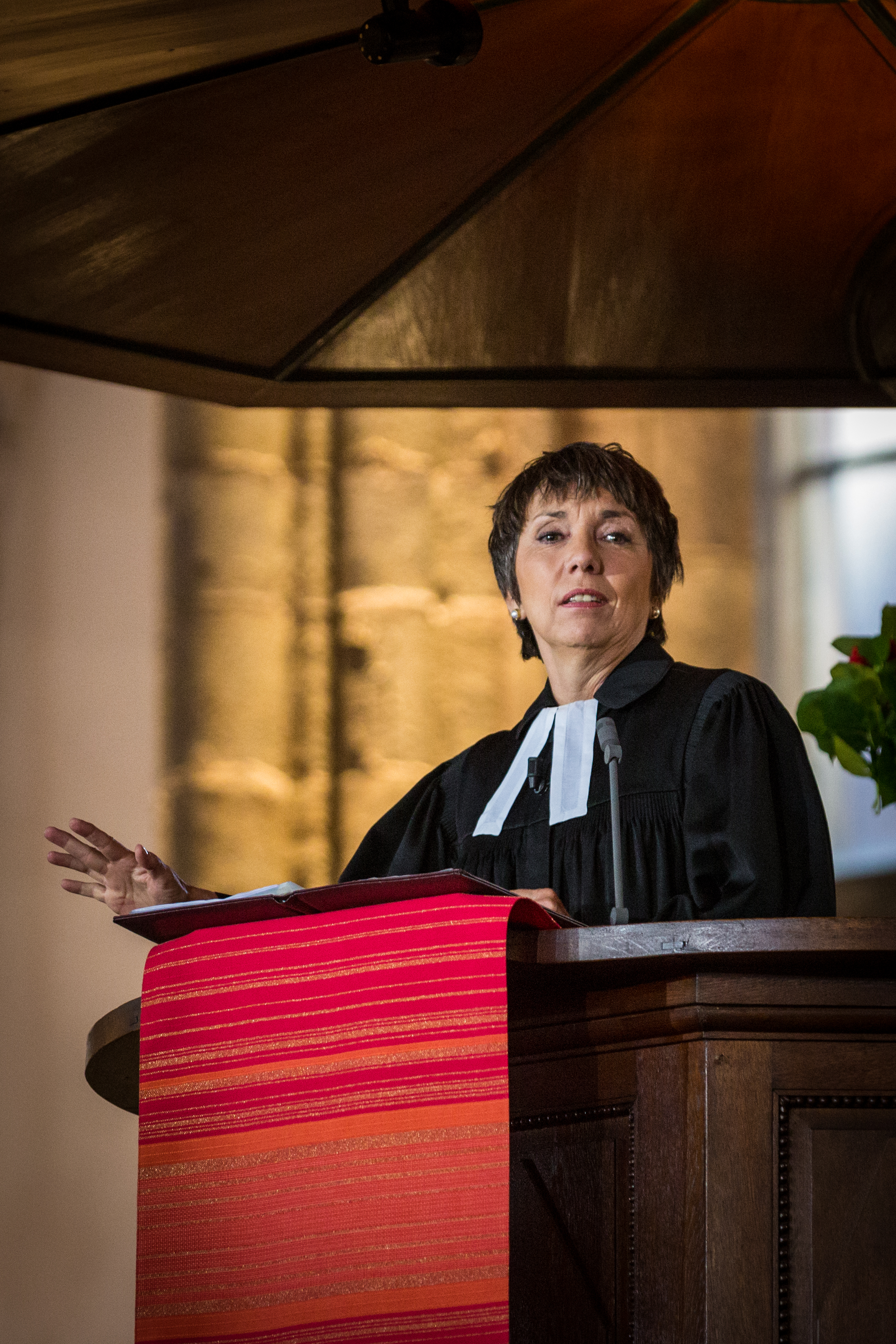
Margot Käßmann durante um sermão por ocasião do Dia da Reforma na Igreja de São Tomás em Estrasburgo, em 31 de outubro de 2015

Ela lecionou na Universidade Emory de agosto a dezembro de 2010. A partir de 1º de janeiro de 2011, foi professora convidada na Universidade de Ruhr-Bochum, onde obteve seu doutorado; ela lecionou na área de ecumenismo e ética social por um ano, ocupando a Cátedra Visitante Max Imdahl.
Ao longo dos anos, Käßmann tem apoiado a Fundação Freya von Moltke de diversas maneiras. Em 2011, ela discursou na celebração do centenário de Freya von Moltke em Colônia.
Em 8 de julho de 2011, a EKD apresentou a Pastora Margot Käßmann como "Embaixadora do Conselho da Igreja Evangélica na Alemanha para o Jubileu da Reforma de 2017" e identificou especificamente sua tarefa como "mediação e criação de redes entre as preocupações da Igreja e as questões seculares". Ela ocupou este cargo desde 27 de abril de 2012, empossada pelo presidente do Conselho da EKD, Nikolaus Schneider, em um culto comemorativo na Igreja Memorial Kaiser Wilhelm, em Berlim.
Em 2014, o namorado de infância de Käßmann, o engenheiro elétrico Andreas Helm, tornou-se seu novo parceiro. Ele também trouxe quatro filhos para o relacionamento. Juntos, eles escreveram o livro "Mit mutigem Schritt zurück zum Glück" (Um Passo Corajoso de Volta para a Felicidade) sobre o relacionamento deles.
Em outubro de 2016, o presidente do SPD, Sigmar Gabriel, propôs-a publicamente como possível candidata à presidência da Alemanha. Käßmann rejeitou a oferta numa breve declaração pública.
Em 30 de junho de 2018, Käßmann aposentou-se oficialmente como ex-pastor e em abril de 2019, ela lançou sua própria revista mensal, Mitten im Leben.
Em março de 2023, ela cancelou sua participação no 38º Congresso da Igreja Protestante Alemã, que aconteceria em junho de 2023 em Nuremberg, com pouco aviso prévio.
De 8 de junho de 2014 a 3 de junho de 2023, seu 65º aniversário, Käßmann comentou regularmente sobre tópicos cotidianos como colunista do jornal Bild am Sonntag, um total de 454 vezes. Ela encerrou a coluna porque suas opiniões eram constantemente "manchadas com os insultos mais vis e difamadas" na internet. Para dar lugar aos mais jovens, ela também interrompeu seus dois podcasts com a NDR e o grupo editorial Droemer Knaur a partir de junho de 2023, renunciou ao cargo honorário de embaixadora da instituição de caridade infantil Terre des hommes, renunciou a vários conselhos de administração e recusou convites para talk shows políticos. 

## Opiniões e controvérsias

### Teologia
Como bispa regional, Margot era considerada uma cristã devota, mesmo pelo grupo mais evangélico dentro da EKD, e promotora de maior espiritualidade dentro da igreja. Em sua opinião, nas aulas de crisma, se falava mais sobre seitas e drogas do que sobre a Bíblia; defendeu que nas creches protestantes também se contasse as histórias bíblicas; e defendia um perfil mais espiritual para as instituições eclesiásticas, para que as igrejas se  parecessem mais com igrejas, em vez de simples centros comunitários.
No entanto, também argumentou que, se pastores viviam abertamente em relacionamentos homossexuais, não deveriam ser excluídos. Segundo ela, a abertura do casamento a casais homossexuais pode ser justificada por motivos cristãos e conservadores: "Se duas pessoas se amam e querem se casar por amor, se comprometem e se defendem mutuamente, quem quer restringir ou mesmo condenar isso?"
Kässmann é crítica dos ensinamentos católicos sobre homossexualidade, a ordenação de mulheres, o uso de contraceptivos, o uso de preservativos para combater a disseminação da AIDS na África, o celibato sacerdotal e a eutanásia.
Ela defendeu as provocações de Dorothee Sölle, afirmando que elas ajudaram a Igreja a evoluir: sua Teologia da morte de Deus provocou muitas pessoas a refletir sobre Deus, sua teologia feminista se espalhou amplamente, sua crítica à relação da rica Igreja alemã com o Terceiro Mundo e sua poesia abriu a mística a muitos protestantes.
Käßmann apresentou seu livro de 2005, "Wurzeln, die uns Flügel schenken (Raízes que dão asas)", como um convite à fé cristã, por meio de "sua própria experiência de fé e entusiasmo". Sua tentativa de "combinar a espiritualidade evangélica com a literatura de autoajuda" foi bem recebida e avaliada como uma "nova forma de proclamação cristã".

### Pacifismo e crítica de guerras
Ela é pacifista e acredita que não pode haver guerras justas.
Como presidente do Grupo de Trabalho Evangélico para o cuidado dos objetores de consciência, ela criticou a crescente injustiça na proporção de recrutamento: 85 mil pessoas convocadas para o serviço civil em comparação com apenas cerca de 60 mil convocadas para o serviço militar. Isso violava o princípio da igualdade de tratamento da Lei Básica. Como o recrutamento foi o primeiro a criar uma decisão forçada a favor ou contra o serviço militar, sua abolição era a melhor garantia para a liberdade de consciência dos objetores de consciência. Uma vez que o cuidado confiável dos necessitados é impensável sem o serviço civil, serviços voluntários como o Ano Social Voluntário devem ser promovidos com mais força agora.
Desde antes de sua eleição, vários políticos a criticavam devido a sua oposição ao envolvimento alemão nas operações afegãs. No Natal de 2009, ela declarou que a missão da Bundeswehr no Afeganistão não poderia ser justificada "de acordo com os padrões mais amplos" da EKD. Clamou pelo fim do conflito violento e que os soldados alemães fossem retirados o mais rápido possível, com calma e de forma ordenada. Ainda afirmou que medidas como a interrupção dos fluxos financeiros para o tráfico de armas e drogas e a mediação entre as partes em conflito deviam ser priorizadas e que era tarefa da capelania militar fornecer apoio crítico aos soldados da Bundeswehr.
Em um sermão pouco depois, ela afirmou:
"Nada é bom no Afeganistão. Todas essas estratégias nos enganaram por muito tempo sobre o fato de que soldados usam armas e que civis também são mortos. […] Mas as armas obviamente também não criam paz no Afeganistão. Precisamos de mais imaginação para a paz, para formas completamente diferentes de lidar com os conflitos."
Diante das críticas, ela disse que não havia pedido uma retirada imediata da Bundeswehr e não havia declarado que tudo no Afeganistão era ruim. Lembrou que havia aprendido sobre traumatização por meio de conversas diretas com soldados e que um sermão não era uma declaração política; ela não se permitiria ser cooptada por nenhum partido. A bispa recusou um convite para o Afeganistão do então Ministro da Defesa Karl-Theodor zu Guttenberg. Em maio de 2010, após sua renúncia, ela comentou as ridicularizações que recebia: "Prefiro ser ingênua a me submeter à lógica e à prática do comércio de armas e da guerra."
Em novembro de 2011, Margot Käßmann assumiu o patrocínio da campanha nacional contra a exportação de armas "Aktion Aufschrei - stoppt den Waffenhandel". Declarou: "A exportação de armas é sempre um sinal de fracasso".
Por ocasião do avanço dos talibãs no Afeganistão em 2021 e do subsequente colapso do governo afegão apoiado pelo Ocidente num curto período de tempo, a pastora Friederike Lambrich expressou a esperança num artigo de opinião no Rheinische Post de que até os maiores críticos de Käßmann perceberiam que ela tinha razão na altura.
Após o início da invasão russa da Ucrânia em 2022, Käßmann criticou repetidamente o aumento do orçamento militar da Bundeswehr e a entrega de armas à Ucrânia, apelando a uma solução diplomática para o conflito. Comentando a discussão sobre a entrega de tanques de batalha, ela disse: "Temos 21 guerras em curso no mundo neste momento. E se eles quiserem acalmá-las todas com mais armas, então temo pelo futuro dos meus netos". Em fevereiro de 2023, Käßmann foi um dos signatários iniciais do Manifest für Frieden, iniciado por Sahra Wagenknecht e Alice Schwarzer, uma petição que defende a diplomacia e pedia o fim do apoio militar à Ucrânia.
Em relação à manifestação pela paz planejada pela aliança em Berlim, ela disse que sua impressão era de que os organizadores inicialmente "não se distanciaram claramente o suficiente dos participantes do espectro de direita". Não se poderia "dizer que se o Sr. Chrupalla vier, então ele virá"; era preciso "deixar claro: ele não é absolutamente bem-vindo". No entanto, ela esclareceu em uma entrevista à NDR que só não compareceria à manifestação de Berlim porque estava falando em comícios da Sociedade Alemã pela Paz em Bonn e Colônia ao mesmo tempo. Ela apoiou o manifesto "porque o discurso público até agora não refletiu que metade das pessoas na Alemanha criticam as entregas de armas". Ela também estava "convencida de que nenhuma legitimidade para a violência pode ser derivada do Evangelho". As igrejas "sempre se desviaram quando abençoaram armas".
Após ela não participar do 38º Congresso da Igreja Protestante Alemã, o Frankfurter Allgemeine Zeitung publicou a manchete "Adeus à Geração Käßmann". O Congresso da Igreja de Nuremberg marcou uma virada: a solidariedade com o antigo movimento pela paz havia acabado. Agora, mais atenção deve ser dada à própria Igreja. A guerra de agressão russa marcou, portanto, "uma virada para este Congresso da Igreja, cujo símbolo marcante foi o cancelamento de Margot Käßmann".
No Congresso da Igreja de 2025, comentou que o movimento pela paz e o Congresso da Igreja se distanciaram. "Está claro que os pacifistas são minoria", diz Käßmann. "O movimento pela paz é uma campanha de Silverlocks. Para os mais jovens, a guerra só pode ser travada com armamentos e armas. A experiência da nossa geração é diferente nesse sentido."

### Relações com outras igrejas
Dentro do Conselho Mundial de Igrejas, Käßmann travou conflitos de longa data com as igrejas ortodoxas. Essas igrejas não reconhecem plenamente as igrejas protestantes membros, e especialmente seus cargos eclesiásticos, e, portanto, rejeitam cultos conjuntos. Um documento de compromisso desenvolvido pelo CMI ao longo de três anos propôs substituir o culto ecumênico pela oração comum e recomendou que as mulheres ordenadas se abstivessem dos cultos para não provocar os membros ortodoxos. Como resultado, Käßmann e Wolfgang Huber, bispo de Berlim, renunciaram ao Comitê Central do CMI em 2002 e propuseram uma nova aliança mundial de igrejas luteranas e reformadas.
No entanto, em 2005, Käßmann continuou a ver o ecumenismo como uma preocupação central de todo cristão. Ela acolheu o crescimento de igrejas livres e o movimento pentecostal através das fronteiras denominacionais tradicionais como um desafio às denominações que emergiram de cismas da igreja europeia para colocar suas diferenças dogmáticas em perspectiva e trabalhar juntas na prática, particularmente na comunhão. Também comentou uma série de contratempos e irritações preocupantes ao longo dos anos; em contraste, ela viu sinais de esperança na cooperação local prática de muitas congregações, em movimentos leigos e em congressos ecumênicos da igreja.
Em uma entrevista em 7 de setembro de 2007, Käßmann declarou que a autoimagem da Igreja Católica Romana como a única igreja santa era inaceitável para os cristãos protestantes. No entanto, eles eram obrigados a "viver o máximo de unidade possível". Afirmou que não esperava um avanço teológico nos próximos anos, então o foco nas questões ecumênicas deveria ser na cooperação prática. Ela citou como exemplos positivos o diálogo com o Islã, projetos hospitalares na Diakonie, o fornecimento de energia de prédios de igrejas com células solares e a renúncia a sementes geneticamente modificadas. Suas disputas dogmáticas também foram menos importantes, e ela deu mais ênfase à "diversidade reconciliada" no ecumenismo.

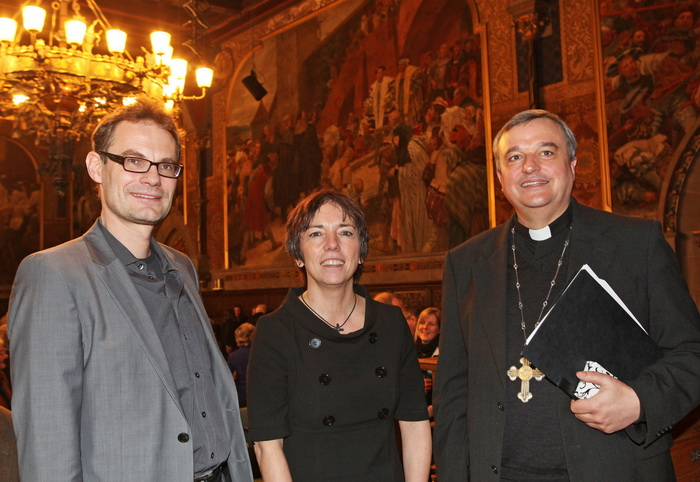
No 12º Diálogo Ecumênico de Marburg, em 23 de janeiro de 2010, no Antigo Auditório da Universidade Philipps em Marburgo, da esquerda para a direita: Matthias Drobinski, Margot Käßmann e Karl-Heinz Wiesemann

A sua eleição como presidente do Conselho da EKD provocou reações negativas por parte da liderança da Igreja Ortodoxa Russa, que declarou estar pronta a suspender o seu diálogo com os luteranos alemães, negando o sacerdócio feminino, e mais ainda o episcopado. O Arcebispo Hilarion, representante do Patriarcado de Moscou, questionou: "Como o patriarca se dirigirá a ela ou se encontrará com ela?". Os luteranos russos também apoiaram a declaração do representante russo, concordando com a negação do sacerdócio feminino. Tanto o Conselho da EKD quanto a bispa afirmaram estar perplexos com as declarações, pois o sacerdócio feminino é norma há muito tempo na Alemanha e até aquele momento isso não tinha interferido no diálogo frutífero com todas as confissões, incluindo a Igreja Ortodoxa Russa. Além disso, ela disse estar um tanto confusa, pois conhecia o Patriarca Kirill e o Arcebispo Hilarion há muitos anos, e ela já havia sido ordenada naquela época, mas isso não tinha impedido a cooperação.
Ainda assim, criticando a "constante liberalização" dos protestantes, o Patriarca de Moscou cancelou a sua visita prevista para 2009 por ocasião da celebração do quinquagésimo aniversário do reatamento do diálogo entre a Igreja Evangélica na Alemanha e a Igreja Ortodoxa Russa. Quanto a Igreja Católica na Alemanha, felicitou Margot por sua eleição e poucos dias depois, ela se encontrou com o presidente do Episcopado Católico Alemão, Arcebispo Robert Zollitsch.
No XII Encontro Ecumênico de Marburg, realizado em janeiro de 2010, com o bispo católico de Speyer, Karl-Heinz Wiesemann, e Matthias Drobinski (Süddeutsche Zeitung), Käßmann respondeu negativamente à pergunta formulada no título do evento: "Novo confessionalismo – uma era glacial no ecumenismo?". Ela relembrou os sucessos do movimento ecumênico desde 1900 e considerou a tarefa atual como o esclarecimento das diferenças fundamentais com respeito mútuo.
Após sua renúncia, a Igreja Ortodoxa Russa anunciou sua disponibilidade para negociar a retomada do diálogo com a Igreja Evangélica na Alemanha no final do ano, após a eleição de um novo presidente do Conselho da EKD.

### Relação com o Islã
Em 2006, como bispa regional, Margot Käßmann defendeu um diálogo intensivo entre cristãos e muçulmanos e congratulou-se com o fato de este ser frequentemente bem-sucedido. Ao fazê-lo, as igrejas deveriam esclarecer a sua própria posição e defender princípios constitucionais como a liberdade de expressão, a liberdade de crença e a igualdade entre homens e mulheres, bem como a não-violência face a algumas tendências à radicalização e ao fundamentalismo no Islã. Ela rejeitou as celebrações inter-religiosas como uma mistura relativista de religiões.
Alertou em setembro de 2007 contra a monitorização dos convertidos ao islamismo, como o então Ministro do Interior da Baviera, Günther Beckstein (CSU), havia proposto. A conversão não deveria ser colocada sob suspeita geral, mesmo que ela compreendesse os receios. Caso contrário, seria necessário aceitar que os convertidos ao cristianismo em estados islâmicos também seriam suspeitos.
No Dia da Reforma, em 2007, a bispa alertou contra o sentimento anti-islâmico. As igrejas devem apoiar os muçulmanos que abraçam os valores de uma sociedade democrática e não devem atiçar ainda mais os conflitos políticos.
Em fevereiro de 2008, ela alertou que a inclusão de partes da lei Sharia no direito da família, que o Arcebispo Rowan Williams havia proposto para a Grã-Bretanha, teria "consequências fatais" para a liberdade das mulheres que havia sido "amargamente conquistada" nas democracias ocidentais. Ela lembrou a decisão de um magistrado que recusou o divórcio antecipado a uma mulher marroquina espancada pelo marido, porque o homem apenas havia exercido seu direito ao castigo de acordo com o Alcorão.
Em janeiro de 2009, Käßmann expressou a opinião de que talvez fosse melhor demolir igrejas antigas e abandonadas do que permitir que fossem usadas para fins que pudessem prejudicar sua imagem. Como exemplos de tais propósitos, ela mencionou a conversão em restaurantes, discotecas ou mesquitas. Uma mudança para uma sinagoga, no entanto, ela considerou positiva. Após protestos de muçulmanos, que classificaram sua fala como uma "rejeição aos muçulmanos na Alemanha", ela qualificou levemente sua declaração, dizendo: "Se uma congregação [cristã] diz estar convencida de que usá-la como mesquita pode ser feito em completa paz, eu concordo. Mas, no momento, não vejo isso como possível."
Logo depois, em outubro de 2009, ela enfatizou que o diálogo com o Islã exige respeito e clareza, pois esconder diferenças não ajuda. Ela apoiou a construção de mesquitas na Alemanha, mas também a construção de igrejas em países predominantemente islâmicos. Descartou cultos e orações conjuntas: "Rezamos a Jesus Cristo. Um muçulmano não poderia fazer isso."
Como Presidente do Conselho, ela declarou em dezembro de 2009, a respeito do referendo suíço contra a construção de minaretes: "não respeitar os locais de culto também significa não respeitar as pessoas". Contudo, para ela, a aprovação do referendo demonstrou a necessidade de um diálogo religioso aberto e que a rejeição de minaretes também está abrangida pela liberdade de expressão. Ainda disse que os medos do islamismo devem ser levados a sério e que a Constituição deve ser respeitada por todos os que aqui vivem. Por fim, ela anunciou um "Dia dos Cristãos Perseguidos" a ser celebrado pela EKD em 2010.

### Pobreza, família e educação
No final de 2006, Margot Käßmann defendeu que o combate à pobreza infantil se tornasse uma questão central da Igreja. Ela chamou de "escândalo que uma em cada sete crianças dependa de assistência social". O trabalho de extensão para crianças com problemas graves deveria ser particularmente promovido, e a Igreja deveria ter uma presença mais forte nas escolas públicas, por exemplo, por meio de pastores locais. Ela apoiou ideias da "Aliança para a Educação", iniciada pela Ministra Federal de Assuntos Sociais, Ursula von der Leyen, como a expansão de creches para centros familiares.
Para contrariar a "falta de participação", as oportunidades educacionais devem ser melhoradas e, por exemplo, as escolas de dia inteiro devem ser oferecidas em todo o país. No final de 2009, ela expressou ceticismo sobre os planos da CDU/CSU para benefícios de assistência à infância. Isso poderia enfraquecer a motivação para enviar as crianças para a creche e, assim, potencialmente reduzir as chances de matrícula escolar. Em contraste, em 2007, a Conferência Episcopal Alemã enfatizou os direitos dos pais e defendeu a opção de escolher a assistência à infância em "condições financeiras iguais". Na preparação para isso, o bispo Walter Mixa descreveu a expansão do atendimento fora da família para crianças menores de dois anos como um "retorno às condições da RDA". Käßmann criticou duramente isso como "apego a velhos modelos".
Em um sermão no Congresso Ecumênico da Igreja de 2010, Käßmann chamou a pílula anticoncepcional de "presente de Deus". Ela enfatizou os aspectos positivos da "liberdade, que não necessariamente degenera em pornografia", e da paternidade responsável. Ela também apontou para as taxas de mortalidade materna e infantil ainda altas em países pobres.

### Imigração
Até sua renúncia, Käßmann presidiu uma comissão de dificuldades para casos de asilo criada pelo parlamento estadual da Baixa Saxônia por sua iniciativa. Em 2005, ela defendeu uma mulher iraniana que seria deportada, principalmente por instigação do Ministro do Interior da Baixa Saxônia, Uwe Schünemann. Lá, ela teria enfrentado apedrejamento porque, após se divorciar de seu marido muçulmano e se converter ao cristianismo, ela foi considerada uma apóstata. Somente depois que um piloto da Lufthansa se recusou a levar a mulher iraniana para fora e Käßmann interveio, o caso foi reexaminado pelo parlamento estadual da Baixa Saxônia, e a mulher iraniana recebeu o direito de permanecer.
Em sua palestra inaugural na Universidade do Ruhr (12 de janeiro de 2011) sobre o tema "Sociedade multicultural – raízes, defesas e visões", Käßmann criticou as novas tendências em direção à xenofobia e contradisse indiretamente o livro de Thilo Sarrazin, "A Alemanha está se abolindo (Deutschland schafft sich ab)": a migração e a aceitação do estrangeiro são temas centrais da Bíblia. Sem a migração, o Ocidente cristão não teria surgido. A integração é bem-sucedida quando as diferenças culturais não são niveladas nem usadas para excluir. Termos como "multicultural" ou "cultura dominante" são irrealistas. A religião cristã pode contribuir para reduzir o medo de estrangeiros e a intolerância e para construir relacionamentos não violentos, enfatizando a alegria da diversidade cultural. A palestra teve grande participação e foi amplamente recebida positivamente.

### Extrema-direita
Margot Käßmann já estava fortemente comprometida com o combate ao extremismo de direita como bispa regional. Ela argumentou que este deveria ser combatido principalmente "com coragem cívica, educação política e claro engajamento cívico". Para isso, o trabalho da Igreja com organizações juvenis locais era particularmente necessário. Para ela, não se tratava "apenas de punição, mas também de ressocialização ".
Ela descreveu o número de crimes motivados pelo extremismo de direita como alarmante: “Não devemos dar espaço a esses agitadores e devemos contradizê-los publicamente sem nos deixarmos intimidar”. Ela acrescentou que era necessário que um grande número de pessoas se defendesse contra o extremismo de direita, porque uma democracia depende de cidadãos comprometidos. Por isso, ela também defendeu uma nova revisão legal da proibição do NPD: "É inaceitável para mim que ideias extremistas de direita sejam defendidas por um partido que se legitima por sua elegibilidade."
No Congresso da Igreja Protestante, em maio de 2017, Käßmann criticou o partido populista de direita Alternativa para a Alemanha (AfD). A reivindicação em sua plataforma de alcançar "uma maior taxa de natalidade entre a população nativa por meio de uma política familiar ativa" era semelhante ao "pequeno parágrafo ariano" dos nacional-socialistas: "Dois pais alemães, quatro avós alemães: é aí que você sabe de onde o vento marrom realmente sopra". As "ofensivas odiosas de Marine Le Pen e Alice Weidel" mostraram que as mulheres não eram pessoas melhores. Homens e mulheres deveriam ser igualmente "resistentes [...] ao racismo, ao sexismo e à incitação contra os fracos". Políticos da AfD e outros, bem como os blogs Tichys Einblick e Achse des Guten, citaram suas declarações de forma tão resumida, apresentando-a como se tivesse declarado todos os cidadãos de ascendência alemã como neonazistas. Käßmann considerou apresentar acusações criminais.

## Honras
- 2001: Prêmio de pregação (Predigtpreis) na Categoria "Melhor Sermão"[107]
- 2001: Doutorado honorário da Universidade de Hanôver[108]
- 2008: Grã-Cruz da Ordem do Mérito da República Federal da Alemanha[108]
- 2010: “Discurso do Ano” pelo Seminário de Retórica Geral da Universidade de Tübingen, pelo seu sermão de Ano Novo em Dresden[109]
- 2011: Prêmio Cultural Europeu de Coragem Civil, principalmente por suas críticas à implantação da Bundeswehr no Afeganistão;[110] como muitos artigos da mídia afirmavam que ela havia recebido o prêmio por sua renúncia, ela se recusou a aceitá-lo[111]
- 2014: Senado Honorário da Universidade de Tübingen[112]
- 2016: Prémio Estrongo Nachama de Coragem Civil e Tolerância, da Fundação Meridian de Berlim[113]
- 2023: GOLDENEN LOT da Associação de Engenheiros de Topografia Alemães[114]
- 2023: Prêmio de Diálogo Alemão (Deutschen Dialogpreis) pelo conjunto da obra[115]

## Obras selecionadas
- Die eucharistische Vision. Armut und Reichtum als Anfrage an die Einheit der Kirche in der Diskussion des Ökumenischen Rates (1992, Kaiser, Gründewald) ISBN 9783459019366
- Erziehen als Herausforderung (2001, Herder) ISBN 978-3451051708
- Auf gutem Grund. Standpunkte und Predigten (2002, Lutherisches Verlagshaus) ISBN 9783785908778
- Was können wir hoffen – was können wir tun? Antworten und Orientierung (2003, Herder) ISBN 3-451-05385-3
- Wurzeln, die uns Flügel schenken: Glaubensreisen zwischen Himmel und Erde (2004, Gütersloher Verlagshaus) ISBN 978-3579069081
- Meine Füße auf weitem Raum (2009, edition chrismon) ISBN 9783869212258
- Mütter der Bibel: 20 Porträts für unsere Zeit (2010, Verlag Herder) ISBN 9783451334054
- In der Mitte des Lebens (2010, Verlag Herder) ISBN 9783451334061
- Hoffnung unterm Regenbogen oder: In der Not ein Halleluja singen (2010, edition chrismon) ISBN 9783869212326
- Zu Gast in Amerika... (2011, Hansisches Druck und Verlagshaus) ISBN 9783869211817
- Sehnsucht nach Leben (2011, adeo) ISBN 9783942208260
- An Vaters Rockzipfel: eine Geschichte von Josef & seinen Brüdern (2011, edition chrismon) com Kitty Kahane ISBN 978-3869210773
- Mehr als fromme Wünsche: Was mich bewegt (2011, Verlag Herder) ISBN 9783451336355
- Au milieu de la vie: quel avenir après 50 ans? (2012, Labor et fides) ISBN 9782830914481
- Getragen in unserer Trauer (2012, Penguin Random House Verlagsgruppe GmbH) ISBN 9783641587758
- Gehalten in Zeiten der Krankheit (2012, Penguin Random House Verlagsgruppe GmbH) ISBN 9783641587741
- Starke Sätze (2013, Hansisches Druck und Verlagshaus) ISBN 9783869212678
- Das Zeitliche segnen: Voller Hoffnung leben. In Frieden sterben (2014, adeo) ISBN 9783863347376
- Wie ist es so im Himmel?: Kinder fragen nach Gott und der Welt (2015, Verlag Herder) ISBN 9783451807435
- Schlag nach bei Luther: Texte für den Alltag (2016, edition chrismon) ISBN 9783869211855
- Wenn die Dunkelheit leuchtet: Auf Weihnachten zugehen (2018, Kreuz Verlag) ISBN 9783946905615
- Im Zweifel glauben: Worauf wir uns verlassen können (2018, Verlag Herder) ISBN 9783451813115
- Schöne Aussichten auf die besten Jahre (2018, bene! eBook) ISBN 9783963400124
- Folge deiner Hoffnung: Frei werden und leben (2019, Verlag Herder) ISBN 9783451815737
- Freundschaft, die uns im Leben trägt (2019, bene! eBook) ISBN 9783963400155
- Sorge dich nicht, Seele: Warum wir nicht verzagen müssen (2019, HarperCollins) ISBN 9783959678643
- Nur Mut! - Die Kraft der Besonnenheit in Zeiten der Krise (2020, bene! eBook) ISBN 9783963401688
- Mit mutigem Schritt zurück zum Glück: Weil uns das Leben immer wieder überrascht (2021, bene!) com Andreas Helm ISBN 978-3963401732
- Vergebung – Die befreiende Kraft des Neuanfangs (2022, bene! eBook) ISBN 9783963401589
- Die Bibel für Kinder erzählt von Margot Käßmann (2023, Herder) ISBN 9783451716881
- Stärkende Stille (2025, Verlag Herder) ISBN 9783451838620